# ハーディン郡 (イリノイ州)
ハーディン郡（英: Hardin County）は、アメリカ合衆国イリノイ州の南東部、リトルイーギプトと呼ばれる地域に位置する郡である。2010年国勢調査での人口は4,320人であり、2000年の4,800人から10.0％減少した。郡庁所在地はエリザベスタウン（人口299人）であり、同郡で人口最大の都市はロシクレア市（人口1,160人）である。

## 歴史
ハーディン郡は1839年にポープ郡から分離して設立された。後にギャラティン郡の土地が付加された。郡名はケンタッキー州ハーディン郡から採られており、そのケンタッキー州の郡はアメリカ独立戦争と北西インディアン戦争に従軍したジョン・ハーディン大佐に因んで名付けられていた。ハーディンは1792年に、現在のオハイオ州シェルビー郡で和平の使者となったときにショーニー族インディアンに殺された。1790年代と1800年代初期、ハーディン郡の地域、特にケイブインロックは、無法者、山賊、川賊、偽造者に使われ、悪名が高かった。

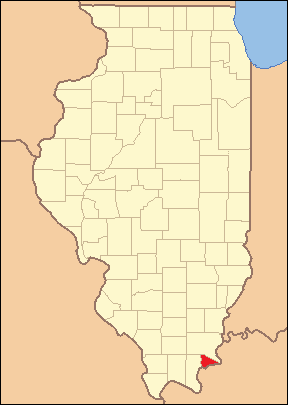
1839年創設時から1847年までの郡領域
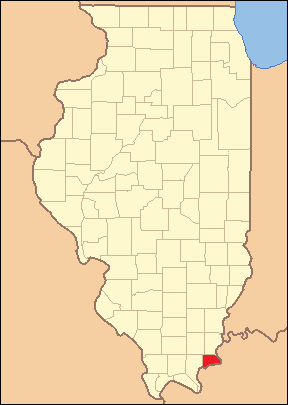
1847年に拡大されてから現在までの領域

## 地理

ヒックス・ドームの地勢、ハーディン郡とポープ郡に広がっている

アメリカ合衆国国勢調査局に拠れば、郡域全面積は181.58平方マイル (470.3 km2)であり、このうち陸地177.53平方マイル (459.8 km2)、水域は4.05平方マイル (10.5 km2)で水域率は2.23％である。

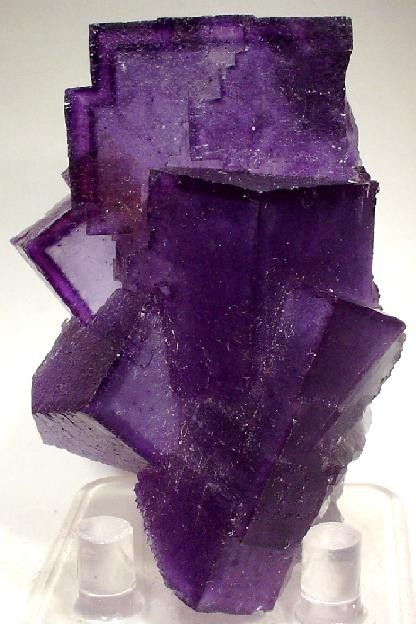
郡内から出土した蛍石の標本

ヒックス・ドーム (北緯37度31分53秒 西経88度22分06秒 / 北緯37.53139度 西経88.36833度) は郡内の特徴有る地形である。古代に隕石か彗星が衝突した跡と考える者もおり、西のカンザス州まで帯状に伸びる北緯38度線構造物の一部になっている。これは地球に衝突するまえにバラバラになった天体が衝突してできたクレーターの帯と考えられる。しかし、ヒックス・ドームの地層はは超苦鉄質岩の火成岩と火山性ダイアトリームすなわち角礫岩でできている。地質学者の多くは現在、隆起部の古い岩は深層の火山活動でできたという理論を受け容れている。この活動では地域にある蛍石堆積物も生んできた。蛍石すなわちフッ化カルシウムは1990年代初期まで郡内で採掘されていた。

### 主要高規格道路
- イリノイ州道1号線
- イリノイ州道34号線
- イリノイ州道146号線

### 隣接する郡
- ギャラティン郡 - 北
- ユニオン郡 (ケンタッキー州) - 東
- クリッテンデン郡 (ケンタッキー州) - 東
- リビングストン郡 (ケンタッキー州) - 南西
- ポープ郡 - 西
- セイリーン郡 - 北西

### 国立保護地域
- ショーニー国立の森（部分）

## 気候と気象
近年、郡庁所在地であるエリザベスタウン市の平均気温は1月の21°F (-6 ℃) から7月の87°F (31 ℃) まで変化している。過去最低気温は1994年1月に記録された-22°F (-30 ℃) であり、過去最高気温は2007年8月に記録された104°F (40 ℃) である。月間降水量は10月の3.22インチ (82 mm) から5月の5.02インチ (128 mm) まで変化している。

## 人口動態

2000人口ピラミッド

### 2010年国勢調査
人種別人口構成
- 白人: 97.3%
- アフリカン・アメリカン: 0.3%
- ネイティブ・アメリカン: 0.6%
- アジア人: 0.5%
- 太平洋諸島系: 0.1%
- 混血: 0.8%
- ヒスパニック・ラテン系: 1.3%

### 2000年国勢調査
以下は2000年国勢調査による人口統計データである。
| 基礎データ - 人口: 4,800人 - 世帯数: 1,987 世帯 - 家族数: 1,367 家族 - 人口密度: 10人/km2（27人/mi2） - 住居数: 2,494軒 - 住居密度: 5軒/km2（14軒/mi2） 人種別人口構成 - 白人: 95.42% - アフリカン・アメリカン: 2.75% - ネイティブ・アメリカン: 0.04% - アジア人: 0.50% - 太平洋諸島系: 0.12% - その他の人種: 0.48% - 混血: 0.69% - ヒスパニック・ラテン系: 1.06% 先祖による構成 - アメリカ人：26.4％ - イギリス系：16.6％ - ドイツ系：14.5％ - アイルランド系：11.3％ 言語による構成 - 英語：98.5％ | 年齢別人口構成 - 18歳未満: 20.4% - 18-24歳: 7.8% - 25-44歳: 26.2% - 45-64歳: 26.9% - 65歳以上: 18.6% - 年齢の中央値: 42歳 - 性比（女性100人あたり男性の人口） - 総人口: 100.6 - 18歳以上: 100.5 世帯と家族（対世帯数） - 18歳未満の子供がいる: 28.4% - 結婚・同居している夫婦: 57.2% - 未婚・離婚・死別女性が世帯主: 8.8% - 非家族世帯: 31.2% - 単身世帯: 28.6% - 65歳以上の老人1人暮らし: 15.9% - 平均構成人数 - 世帯: 2.30人 - 家族: 2.81人 収入と家計 - 収入の中央値 - 世帯: 27,693米ドル - 家族: 31,625米ドル - 性別 - 男性: 32,414米ドル - 女性: 17,091米ドル - 人口1人あたり収入: 15,984米ドル - 貧困線以下 - 対人口: 18.6% - 対家族数: 14.7% - 18歳未満: 28.6% - 65歳以上: 11.1% |

## 都市と町
- エリザベスタウン - 郡庁所在地
- ロシクレア
- ケイブインロック

### 未編入の町
- カーバーズリッジ
- ラム